# Miklós Guzner
Miklós Guzner (n. 9 iulie 1905, Cluj, Austro-Ungaria – d. 18 octombrie 1972, Târgu Mureș, România) a fost medic stomatolog, profesor universitar, directorul întemeietor al fostei Clinici de Stomatologie din Târgu Mureș, situată pe strada Gheorghe Doja, precum și al Clinicii de Protetică din incinta IMF Târgu Mureș.

## Biografie
Guzner a absolvit Liceul Unitarian din Cluj unde a obținut diploma de bacalaureat în 1922. Între 1923 și 1926 a fost student la Facultatea de Medicină a Universității Regale Maghiare „Pázmány Péter”⁠(en)[traduceți] din Budapesta, însă și-a continuat și finalizat studiile între 1926-1930 la Universitatea „Regele Ferdinand I” din Cluj. După absolvire, a fost timp de un an stagiar la Clinica de Obstetrică și Ginecologie din Cluj. În 1931 s-a înscris la specializarea de stomatologie a Clinicii de Stomatologie din Cluj, unde a obținut diploma de medic stomatolog în 1932.
La Cluj a practicat medicina dentară în regim privat, iar după 1944 a fost medic-șef al secției de sănătate publică a Sfatului Popular Orășenesc, apoi medic de întreprindere la Fabrica de încălțăminte „János Herbák”.
Cariera universitară și-a început-o la Târgu Mureș în 1949, conducând Disciplina de Protetică Dentară a Institutului de Medicină și Farmacie din Târgu Mureș (IMF). A ocupat funcția de director al fostei Clinici de Stomatologie din Târgu Mureș (în maghiară Fogászati Klinika), inagurată la data de 20 august 1950 într-o clădire cu etaj de pe strada Gheorghe Doja, naționalizată de la familia lui Esztegár Tódor. Din inițiativa lui Miklós Guzner și István Réder, între 1953 și 1957 au fost replantate 200 de dinți omologi, iar în 1956, pentru prima dată în România, s-au realizat proteze totale mobilizabile ancorate pe implanturi subperiostale. A publicat prima carte de stomatologie, intitulată Fogászati anyagok, apărută la Târgu Mureș în 1951, și a fost coautor, alături de Lajos Csőgör și Géza Mészáros, al cursului intitulat Fogászat (Târgu Mureș, 1958).
Miklós Guzner a fost profesor universitar titular începând din 1968 și s-a pensionat în 1971. A obținut dreptul de conducător de doctorat în anul 1970. Dintre doctoranzii săi, doar Lucian Ieremia a reușit să-și susțină teza sub îndrumarea lui. Ceilalți – Zoltán Cseh în 1974, Ileana Bozac în 1976 și Sarolta Toszó în 1979 – și-au obținut titlul de doctor deja sub coordonarea profesorului universitar Lajos Csőgör.

## Întemeiarea Institutului de Medicină și Farmacie
În 1948, după reforma învățământului, a fost înființat Institutul Medicină și Farmacie (IMF, în maghiară Orvosi és Gyógyszerészeti Intézet), un institut de sine stătător cu limba de predare maghiară, cu următoarele facultăți: medicină generală, pediatrie, igienă, stomatologie și farmacie. Primul rector al institului a fost medicul stomatolog Lajos Csőgör. În 1953 institutul a înființat grădina botanică, ca bază de învățământ pentru Facultatea de Farmacie. Între 1951-1958 a avut trei facultăți: medicină generală, pediatrie și farmacie. În anul 1958-1959 Facultatea de Pediatrie s-a transformat în secție, iar începând din anul 1960-1961 a funcționat din nou secția de stomatologie, care a fost transformată în facultate în anul universitar 1965-1966.
Secția de stomatologie din cadrul Institutului de Medicină și Farmacie a fost reînființată în anul 1960, după o perioadă de întrerupere, odată cu mutarea studenților stomatologi maghiari din Cluj la Târgu Mureș. Cei mai de seamă reprezentanți ai secției, care au condus construirea acesteia încă de la începuturi, au fost profesorii Lajos Csőgör și Miklós Guzner. Începând cu anul universitar 1965–1966, secția de stomatologie a institutului a fost transformată în facultate, funcționând ca atare până în prezent. Facultatea de Farmacie și-a întrerupt activitatea între anii 1986 și 1990.